# وزارة العلوم والتكنولوجيا (العراق)
وزارة العلوم والتكنولوجيا العراقية هي إحدى المؤسسات الحكومية التي تدير أعمال البحث العلمي وتبحث سبل التطور التكنولوجي في العراق، وكانت تدير سابقاً بقايا المفاعلات النووية العراقية وكانت تعمل على الحد من إنتشار النشاط الإشعاعي منها. تأسست الوزارة في عام 2003، وحلت في زمن حيدر العبادي عام 2015، ثم عادت في عام 2022 وأصبحت فرع من فروع وزارة التعليم العالي والبحث العلمي.

## حل الوزارة
في عام 2015 قدم رئيس الوزراء الأسبق حيدر العبادي حزمة من الإصلاحات تضمنت ترشيقاً حكومياً سمح بإلغاء العديد من الوزارات والهيئات غير المرتبطة بوزارة، وتم بذلك حل وزارة العلوم والتكنولوجيا وإناطت مَهامِها إلى وزارة التعليم العالي والبحث العلمي. وآخر من تسلم الوزارة كان فارس ججو عن الحزب الشيوعي.